# Front Parlour Ballads
Front Parlour Ballads è un album in studio del cantautore britannico Richard Thompson, pubblicato nel 2005.

## Tracce
1. Let It Blow
2. For Whose Sake?
3. Miss Patsy
4. Old Thames Side
5. How Does Your Garden Grow?
6. My Soul, My Soul
7. Cressida
8. Row, Boys Row
9. The Boys Of Mutton Street
10. Precious One
11. A Solitary Life
12. Should I Betray?
13. When We Were Boys At School